# Marko Simsa

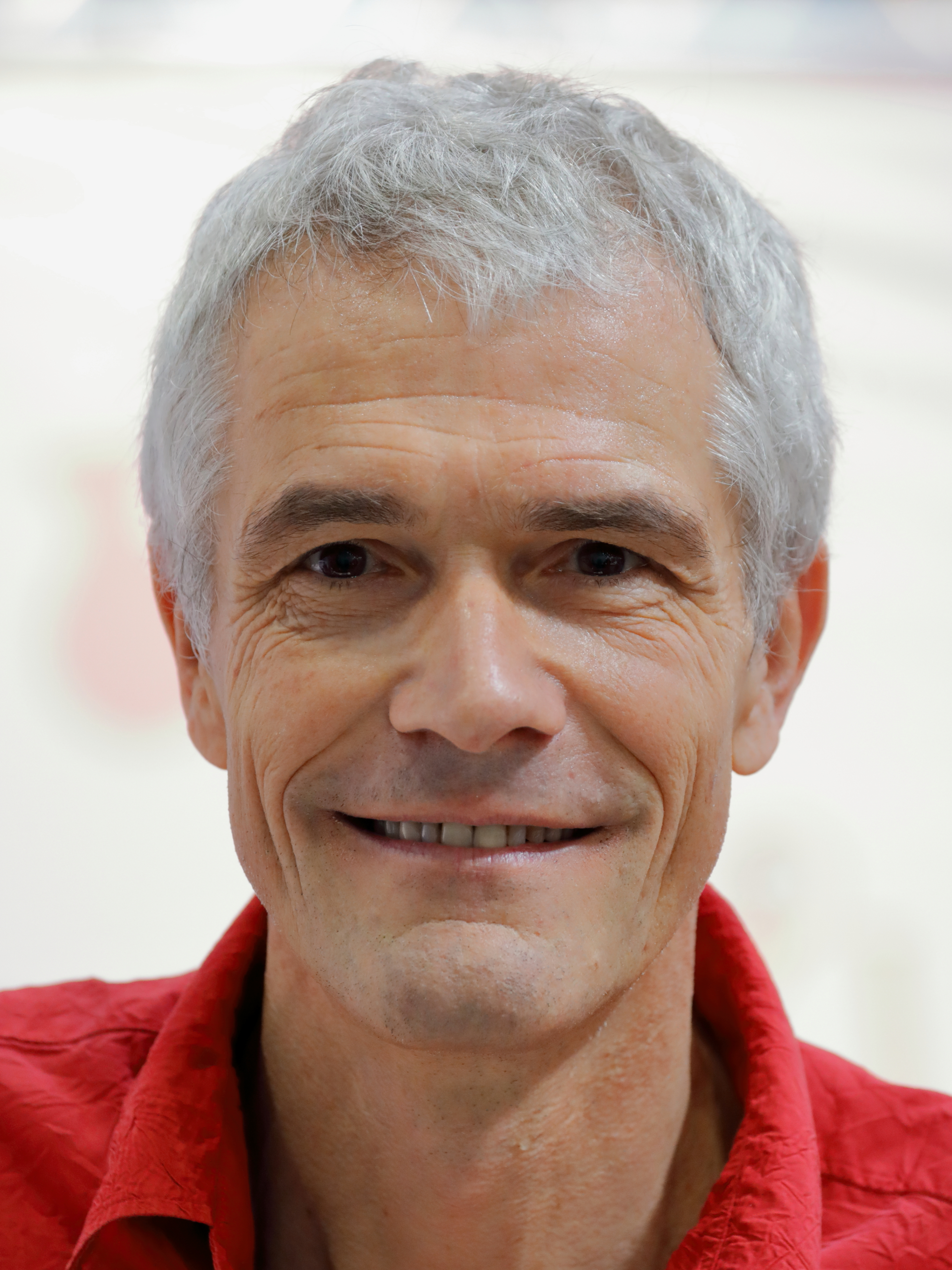
Marko Simsa (2019)

Marko Simsa (* 28. Februar 1965 in Wien) ist ein österreichischer Musiker, Produzent und Schauspieler im Kindertheater. Sein Schwerpunkt liegt dabei darauf, klassische Musik für Kinder interessant zu machen.

## Karriere
Marko Simsa wurde als zweites von drei Kindern in Wien geboren. Seine ältere Schwester ist die Soziologin Ruth Simsa. Nach dem Abschluss an der graphischen Hochschule studierte er Siebdruck. 1985 produzierte er im Alter von 20 Jahren sein erstes Theaterstück, 1988 folgte seine erste Musikproduktion, Nachtmusik und Zauberflöte – Mozart für Kinder, eine Adaption einiger Werke Wolfgang Amadeus Mozarts, darunter die Zauberflöte. Seither führt Simsa die Produktion regelmäßig auf. Es folgten thematisch ähnliche Konzerte, Vivaldi für Kinder, Joseph Haydn für Kinder und Johann Strauß für Kinder. Seine Konzertproduktionen präsentierte er unter anderem in renommierten Konzerthäusern wie dem Wiener Musikverein, dem Wiener Konzerthaus, dem Staatstheater Wiesbaden sowie bei den Salzburger Festspielen.
Seit 1998 erschienen 29 Hörbücher zu seinen Konzerten, zum Teil in englischer Sprache. Seit 1999 erschienen 17 Bücher, allesamt mit Audio-CDs.
Neben klassischer Musik präsentiert Simsa auch andere Musikgenres für Kinder, z. B. südamerikanische Folkloremusik durch das Theaterstück Bombo, Poncho & Gitarre.

## Werke

### Konzerte
- Nachtmusik und Zauberflöte – Mozart für Kinder, Premiere 1988
- Die vier Jahreszeiten – Vivaldi für Kinder, Premiere 1989
- Bombo, Poncho & Gitarre, 1990
- Walzerschritt und Polkahit – Johann Strauß für Kinder, Premiere 1990
- Peter und der Wolf, Premiere 1992
- Der Karneval der Tiere, Premiere 1993
- Mit Ketchup und Pommes Frites, Premiere 1998
- Die Bremer Stadtmusikanten, Premiere 1998
- Zauberklang und Blechsalat, Premiere 1999
- Swinging Christmas, Premiere 1999
- Paukenschlag und Kaiserlied – Joseph Haydn für Kinder, Premiere 2002
- Wickie und die singenden Männer, Premiere 2002
- Klavier-Hits für Kinder, Premiere 2004
- Die Holzbläser Company, Premiere 2005
- Klassik-Hits, jährlich seit Premiere 2005
- Singen wir Mozart, Premiere 2006
- Fliegender Teppich, Premiere 2008
- Das Zookonzert, Premiere 2008

### Musiktheater
- Der wilde MAX, 1999
- Der kleine Bär und das Zirkusfest, 2003
- Filipp Frosch und das Geheimnis des Wassers, 2003

### CDs (Auswahl)
- Peter und der Wolf. Jumbo Neue Medien & Verlag, Hamburg 2001, ISBN 3-89592-534-9.
- Klassik-Hits für Kinder. Jumbo Neue Medien & Verlag, Hamburg 2002, ISBN 3-89592-606-X.
- Mozart-Hits für Kinder. Jumbo Neue Medien & Verlag, Hamburg 2005, ISBN 3-8337-1380-1.
- Der Karneval der Tiere. Jumbo Neue Medien & Verlag, Hamburg 2005, ISBN 3-8337-1257-0.
- Nightmusic and Magic Flute - Mozart for children. Jumbo Neue Medien & Verlag, Hamburg 2006, ISBN 3-8337-1481-6.
- Mit Gesang und Himmelsklang – Johann Sebastian Bach für Kinder. Jumbo Neue Medien & Verlag, Hamburg 2006, ISBN 3-8337-1660-6.
- Klassik-Hits für Klein und Groß. Jumbo Neue Medien & Verlag, Hamburg 2007, ISBN 978-3-8337-1846-5.
- Classical Hits for children. Jumbo Neue Medien & Verlag, Hamburg 2007, ISBN 978-3-8337-1954-7.
- Das große Album der Klassik-Hits für Kinder. Jumbo Neue Medien & Verlag, Hamburg 2007, ISBN 978-3-8337-1955-4.
- Das Zookonzert – Eine sinfonische Geschichte für die ganze Familie. Jumbo Neue Medien & Verlag, Hamburg 2008, ISBN 978-3-8337-2231-8.
- Große Konzerte für kleine und große Ohren. Jumbo Neue Medien & Verlag, Hamburg 2008, ISBN 978-3-8337-2232-5.
- Haydn-Hits für Kinder. Jumbo Neue Medien & Verlag, Hamburg 2009, ISBN 978-3-8337-2273-8.
- The Four Seasons. Vivaldi for children – A concert with birdsong, thunder and sleeping shepherds for people aged 5 and above. Jumbo Neue Medien & Verlag, Hamburg 2010, ISBN 978-3-8337-2562-3.
- Große Meister für wache Geister. Johann Sebastian Bach - Ludwig van Beethoven - Wolfgang Amadeus Mozart. Jumbo Neue Medien & Verlag, Hamburg 2010, ISBN 978-3-8337-2642-2.
- Klezmer für Kinder – Ein Konzert zum Mitsingen, Mitfeiern und Mittanzen. Jumbo Neue Medien & Verlag, Hamburg 2011, ISBN 978-3-8337-2747-4.
- Die Moldau - Friedrich Smetana für Kinder. Ein Konzert mit sprudelnden Quellen, einer Hochzeits-Polka und fünf weiteren Stücken zum Träumen und Tanzen. Jumbo Neue Medien & Verlag, Hamburg 2012, ISBN 978-3-8337-2884-6.
- Die Bremer Stadtmusikanten. Jumbo Neue Medien & Verlag, Hamburg 2012, ISBN 978-3-8337-2956-0.
- Weihnachts-Hits für Kinder. Jumbo Neue Medien & Verlag, Hamburg 2012, ISBN 978-3-8337-2966-9.
- Die vier Jahreszeiten - Vivaldi für Kinder. Ein Konzert mit Vogelstimmen, Donnerschlag und schlafenden Hirten für Menschen ab 5. Jumbo Neue Medien & Verlag, Hamburg 2013, ISBN 978-3-8337-3071-9.
- Mozart für Kinder. Nachtmusik und Zauberflöte. Jumbo Neue Medien & Verlag, Hamburg 2013, ISBN 978-3-8337-3074-0.
- Der Nussknacker. Ballett von Peter Iljitsch Tschaikowski. Jumbo Neue Medien & Verlag, Hamburg 2013, ISBN 978-3-8337-3149-5.
- Der Karneval der Tiere. Eine Geschichte zur Musik von Camille Saint-Saëns für Menschen ab 5. Jumbo Neue Medien & Verlag, Hamburg 2013, ISBN 978-3-8337-3178-5.
- Geburtstagskonzert für die Prinzessin – Barockmusik für Kinder von Bach, Händel, Purcell u. a., Jumbo Neue Medien & Verlag, Hamburg 2014, ISBN 978-3-8337-3243-0.
- Simsa-La-Bim – Ein Jubelkonzert von Klassik bis Klezmer. Jumbo Neue Medien & Verlag, Hamburg 2014, ISBN 978-3-8337-3250-8.
- Klassik-Hits für Kinder – Auf den Spuren großer Komponisten. Jumbo Neue Medien & Verlag, Hamburg 2014, ISBN 978-3-8337-3316-1.
- Mit Ketchup und Pommes Frites – Blues, Rock, Boogie, Rag, Jazz und Gospel. Jumbo Neue Medien & Verlag, Hamburg 2014, ISBN 978-3-8337-3317-8.
- Bombo, Poncho und Gitarre. Jumbo Neue Medien & Verlag, Hamburg 2015, ISBN 978-3-8337-3407-6.
- Walzerschritt und Polkahit. Jumbo Neue Medien & Verlag, Hamburg 2015, ISBN 978-3-8337-3433-5.
- Klassik-Hits zum Träumen. Murmels kleine Nachtmusik. Klassische Klänge und Gutenachtgeschichten für die ganze Familie. Jumbo Neue Medien & Verlag, Hamburg 2015, ISBN 978-3-8337-3455-7.
- Hummelflug und Bärentanz. Die schönsten Tiermotive der klassischen Musik. Jumbo Neue Medien & Verlag, Hamburg 2015, ISBN 978-3-8337-3504-2.
- Zauberklang und Blechsalat. Ein Konzert für Kinder über die Familie der Blechblasinstrumente. Jumbo Neue Medien & Verlag, Hamburg 2016, ISBN 978-3-8337-3560-8.
- Das große Mozart-Album für kleine Ohren. Ein Leben voller Musik. Jumbo Neue Medien & Verlag, Hamburg 2016, ISBN 978-3-8337-3561-5.
- Hänsel und Gretel. Nach der Oper von Engelbert Humperdinck. Jumbo Neue Medien & Verlag, Hamburg 2016, ISBN 978-3-8337-3603-2.
- Märchenhafte Klassik-Hits. Das Schönste aus Schwanensee, Hänsel und Gretel, Der Nussknacker, Ein Sommernachtstraum, Peer Gynt u. a. Jumbo Neue Medien & Verlag, Hamburg 2017, ISBN 978-3-8337-3636-0.
- Filipp Frosch und das Geheimnis des Wassers. Ein musikalisches Entdeckungs-Hörspiel rund um den Wasserkreislauf mit dem Lied von Filipp Frosch. Jumbo Neue Medien & Verlag, Hamburg 2017, ISBN 978-3-8337-3697-1.
- Klavier-Hits für Kinder. Jumbo Neue Medien & Verlag, Hamburg 2017, ISBN 978-3-8337-3698-8 (mit Barbara Rektenwald).
- Joseph Haydn für Kinder. Jumbo Neue Medien & Verlag, Hamburg 2017, ISBN 978-3-8337-3754-1.
- Blockflöten-Hits für Kinder. Jumbo Neue Medien & Verlag, Hamburg 2018, ISBN 978-3-8337-3836-4.
- Das bunte Kamel. Eine musikalische Reise durch den Orient. Jumbo Neue Medien & Verlag, Hamburg 2018, ISBN 978-3-8337-3848-7.
- Beethoven für Kinder. Königsfloh und Tastenzauber. Jumbo Neue Medien & Verlag, Hamburg 2018, ISBN 978-3-8337-3912-5.
- Große Komponisten für kleine und große Ohren. Jumbo Neue Medien & Verlag, Hamburg 2018, ISBN 978-3-8337-3937-8.
- Klassik für kleine Ohren. Von Bach bis Mozart. Von Königsfamilien, Pinguinen und Töpfemusik. Jumbo Neue Medien & Verlag, Hamburg 2022, ISBN 978-3-8337-4481-5.

## Bücher (Auswahl)
- Schwanensee. Annette Betz Verlag, ISBN 978-3-219-11375-4.
- Die Bremer Stadtmusikanten. Annette Betz Verlag, ISBN 978-3-219-11265-8.
- Der Karneval der Tiere. Annette Betz Verlag, ISBN 978-3-219-11015-9.
- Filipp Frosch und das Geheimnis des Wassers. Illustrationen: Hans-Günther Döring. Annette Betz Verlag, Wien 2005, ISBN 3-219-11205-6.
- Tina und das Orchester. Annette Betz Verlag, ISBN 978-3-219-10746-3.
- Peter und der Wolf. Mit Illustrationen von Silke Brix. Jumbo Neue Medien & Verlag, Hamburg 2008, ISBN 978-3-8337-2053-6.
- Das Zookonzert: Eine sinfonische Geschichte für Kinder. Mit Illustrationen von Silke Brix. Jumbo Neue Medien & Verlag, Hamburg 2009, ISBN 978-3-8337-2418-3.
- Mozart für Kinder. Nachtmusik und Zauberflöte. Mit Illustrationen von Silke Brix. Jumbo Neue Medien & Verlag, Hamburg 2013, ISBN 978-3-8337-3075-7.
- Der Nussknacker. Ballett von Peter Iljitsch Tschaikowski. Mit Illustrationen von Silke Brix. Jumbo Neue Medien & Verlag, Hamburg 2013, ISBN 978-3-8337-3133-4.
- Klassik-Hits für Kinder. Auf den Spuren großer Komponisten. Ein musikalisches Hausbuch. Mit Illustrationen von Silke Brix. Jumbo Neue Medien & Verlag, Hamburg 2014, ISBN 978-3-8337-3308-6.
- Hummelflug und Bärentanz. Die schönsten Tiermotive der klassischen Musik. Mit Illustrationen von Silke Brix. Jumbo Neue Medien & Verlag, Hamburg 2015, ISBN 978-3-8337-3483-0.
- Klassik-Hits zum Träumen. Murmels kleine Nachtmusik. Mit Illustrationen von Silke Brix. Jumbo Neue Medien & Verlag, Hamburg 2015, ISBN 978-3-8337-3484-7.
- Hänsel und Gretel. Nach der Oper von Engelbert Humperdinck. Mit Illustrationen von Silke Brix. Jumbo Neue Medien & Verlag, Hamburg 2016, ISBN 978-3-8337-3602-5.
- Das bunte Kamel. Eine musikalische Reise durch den Orient. Mit Illustrationen von Linda Wolfsgruber. Jumbo Neue Medien & Verlag, Hamburg 2018, ISBN 978-3-8337-3887-6.
- Beethoven für Kinder. Königsfloh und Tastenzauber. Mit Illustrationen von Silke Brix. Jumbo Neue Medien & Verlag, Hamburg 2018, ISBN 978-3-8337-3893-7.
- Bach für Kinder. Mit Gesang und Himmelsklang. Mit Illustrationen von Silke Brix. Jumbo Neue Medien & Verlag, Hamburg 2020, ISBN 978-3-8337-4182-1.

## Auszeichnungen
- 2005 Umweltpreis für Kinder- und Jugendliteratur als Autor gemeinsam mit dem Illustrator Hans-Günther Döring für Filipp Frosch und das Geheimnis des Wassers
- 2014 Goldene Schallplatte (in Deutschland: Kids-Award und in Österreich) für das Buch mit CD Die Zauberflöte. Oper von Wolfgang Amadeus Mozart[3][4]